# Cigano
Ocozias Emílio Nhaca znany jako Cigano (ur. 10 lutego 1998 w Maputo) – mozambicki piłkarz grający na pozycji prawego obrońcy. Od 2022 jest zawodnikiem klubu CD Costa do Sol.

## Kariera klubowa
Swoją karierę piłkarską Cigano rozpoczął w klubie Liga Desportiva de Maputo. W 2017 roku zadebiutował w jego barwach w drugiej lidze mozambickiej. W 2022 roku przeszedł do klubu CD Costa do Sol.

## Kariera reprezentacyjna
W reprezentacji Mozambiku Cigano zadebiutował 2 czerwca 2021 w wygranym 5:0 towarzyskim meczu z Lesotho, rozegranym w Maputo.